# ほうおう座ベータ星
ほうおう座β星は、ほうおう座の恒星で3等星。

## 特徴
この星の正確な距離はわかっておらず、距離の計算元となるヒッパルコスでの年周視差の誤差は、その値の100倍以上である。これは、ほぼ等光の黄色巨星同士の周回軌道による影響とされる。カペラに代表される巨星同士の連星は、似たような主系列星から同時に進化する必要があるので珍しい。離角0.338秒の2星は、離心率が0.72と大きい楕円軌道の共通重心を互いに168年で周回する。
地上からの視差の観測は165光年、スペクトル型を考慮し200光年となるが、これらは疑わしい。仮に180光年とした場合、軌道の大きさは52天文単位、2星の距離は16から96天文単位とされる。
| 指標         | 構成要素 | 構成要素 |
| 指標         | A        | B        |
| ------------ | -------- | -------- |
| スペクトル型 |          |          |
| 視等級       | 4.10     | 4.19     |
| 絶対等級     |          |          |
| 質量 (M☉)    | 2.5      | 2.5      |
| 半径 (R☉)    |          |          |
| 光度 (L☉)    |          |          |
| 表面温度 (K) |          |          |